# Rudolf Thome

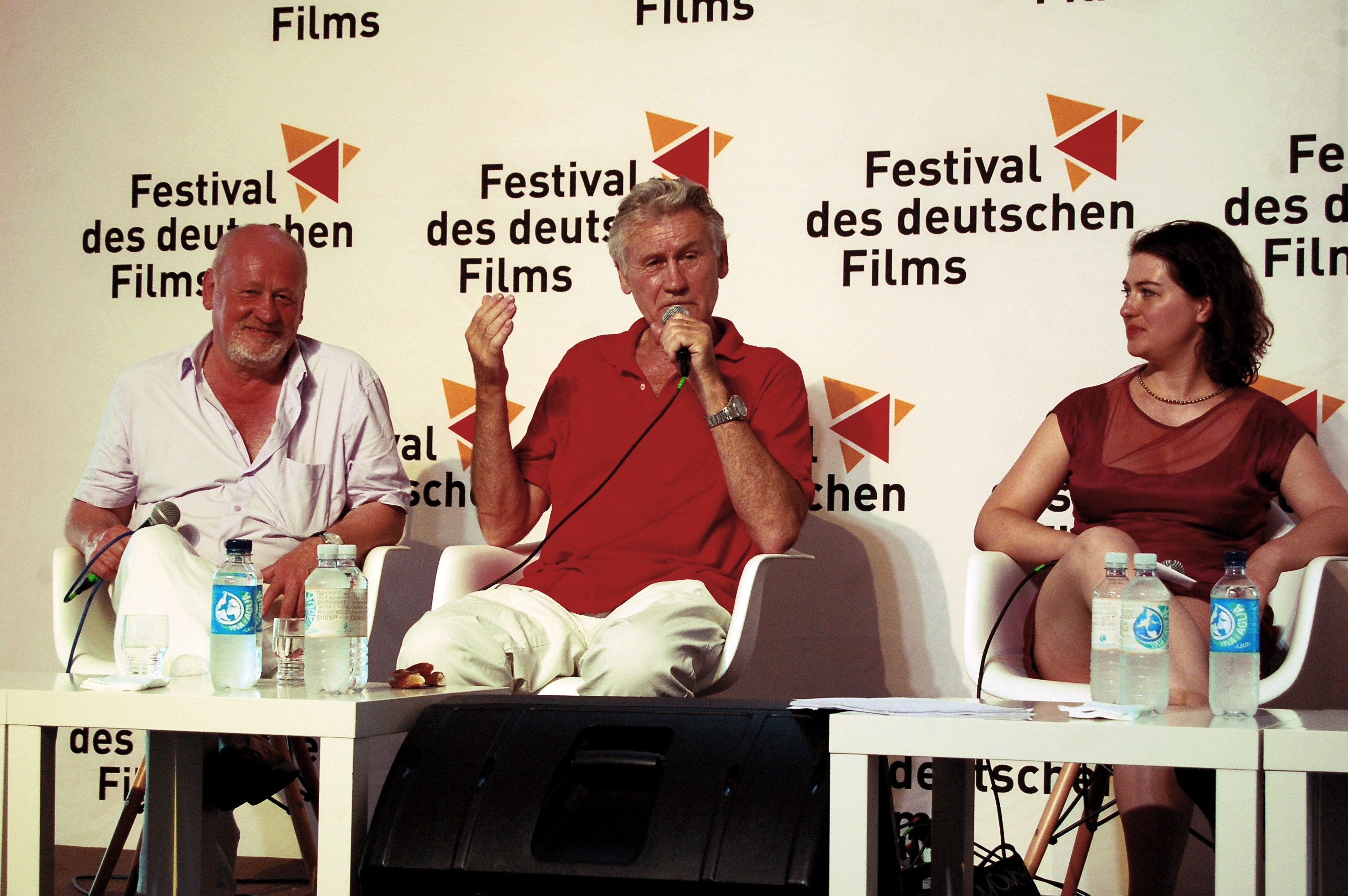
Rudolf Thome (Mitte) mit Esther Zimmering und Josef Schnelle beim Filmgespräch zu Ins Blaue, Festival des deutschen Films, 2013

Rudolf Thome (* 14. November 1939 in Wallau (Lahn), Hessen) ist ein deutscher Regisseur. Beeinflusst vor allem von der Nouvelle Vague und Howard Hawks entwickelte Thome eine ganz eigene Erzählweise. Vordergründig „einfach und radikal“ zugleich wirken seine Filme „oft schwerelos und leicht“. Im Zentrum seiner Filme spielen Liebesbeziehungen, die auf eine sanft humorvolle Weise erzählt werden. Eine zusätzliche Lebendigkeit erfahren seine späteren Spielfilme durch dialogische Improvisationen.

## Leben
Thome ist der Sohn eines Buchhändlers und wuchs in einer ländlichen Umgebung auf. Nach dem frühen Tod seiner Mutter besuchte er zwei Internate, zuletzt die Evangelische Internatsschule Gaienhofen.

### München-Schwabing
Er studierte Germanistik, Philosophie und Geschichte ab 1960 an der Rheinischen Friedrich-Wilhelms-Universität Bonn und danach an der Ludwig-Maximilians-Universität München. Noch als Student begann er eine Doktorarbeit über den Roman Sonne und Mond (1962) von Albert Paris Gütersloh, die er nicht mehr abschloss. Erste Kurzfilme entstanden in München ab 1965, der erste Spielfilm 1968. Thome war seit 1962 auch als Filmkritiker tätig, vor allem für die Süddeutsche Zeitung, Filmkritik und später auch für den Berliner Tagesspiegel. 1965 gründete er gemeinsam mit Klaus Lemke und Max Zihlmann die Filmproduktionsfirma Alexandra-Film, benannt nach der kanadischen Schauspielerin Alexandra Stewart, in die Zihlmann verliebt war. Im selben Jahr wurde er auch Geschäftsführer des Clubs Münchner Filmkritiker. 1965 bildeten Rudolf Thome, Klaus Lemke, Max Zihlmann, Peter Nestler sowie Jean-Marie Straub und Danièle Huillet eine informelle Münchner Gruppe als Unterzeichner eines „Zweiten Oberhausener Manifests“. Es wurde jedoch nicht publiziert und diente daher in erster Linie dazu, ihr Selbstverständnis zu formulieren. Der Anlass dazu war unter anderem die Ausgrenzung ihrer Filme durch die „Oberhausener“ und deren „Nepotismus“.

„(W)ir machten […] ein gemeinsames Flugblatt, so eine Art neues Oberhausener Manifest. Das natürlich gegen die etablierten Oberhausener gerichtet war, gegen deren Forderung nach einem gesellschaftlich relevanten Film, in dem wir nur einen modischen Aufguß des alten deutschen Problemfilms der fünfziger Jahre sahen. Wir wollten ein Kino, das so aussah wie die Filme von Hawks und von Godard. Ein Kino, das Spaß macht. Ein Kino, das einfach war und radikal.“

Mit seinem Spielfilm Rote Sonne (1970) traf er das Lebensgefühl der 1968er-Generation. Rote Sonne ist eine „Hommage an den amerikanischen Gangsterfilm“ als film noir, der jedoch mit „Ironie, Leichtigkeit und Witz“ erzählt wird. Uschi Obermaier, später ein Mitglied von Kommune 1, hatte hier ihren zweiten Filmauftritt nach dem Schauspiel-Debüt in Detektive (1968). Im Laufe der Jahre gewann der Film immer mehr an Anerkennung.

### Berlin-Kreuzberg
Da sein langjähriger Drehbuchautor Max Zihlmann 1973 nicht mit Thome von Schwabing nach West-Berlin umziehen wollte, entwickelte Thome aus dieser Notlage heraus das Stilmittel der dialogischen Improvisation, der er seitdem treu geblieben ist. Vorübergehend arbeitete er in den 1970er Jahren als Kreditsachbearbeiter für eine Bausparkasse und für das Programm-Kino Arsenal. 1977 gründete er seine heutige Produktionsfirma Moana-Film, die häufig mit der ARD-Produktionsfirma Degeto zusammenarbeitete. Moana (1926) ist auch der Titel eines dokumentarischen Filmklassikers über Südseebewohner auf Samoa und Thomes erste Filmproduktion für seine neue Firma (Beschreibung einer Insel, 1978) spielte ebenfalls auf einem Südsee-Atoll namens Ureparapara, diesmal jedoch ein dokumentarisch gehaltener Spielfilm über Ethnologen. Später bekannte er sich zur außerordentlichen Bedeutung dieses Filmexperiments an diesem Sehnsuchtsort, das er mit seiner früheren Lebensgefährtin Cynthia Beatt verwirklicht hatte.
Seit 1999 schreibt Thome seine Drehbücher im Internet, d. h., er stellt seine Notizen ins Internet, für die er sich jedes Mal eine Frist von 28 Tagen setzt. In seinem Spielfilm Venus.de (2000) machte er diese öffentliche Arbeitsweise zu einem Film-Plot. Von System ohne Schatten (1983) an verwendete er auch als einer der ersten deutschen Regisseure den Computer als Filmsujet. Im Oktober 2003 begann Thome mit dem Moana-Tagebuch, einem Blog mit Bildern und Videoclips, den einige Leser wie Beat Presser als ein „Gesamtkunstwerk“ bezeichnen.

### Filmstil
Thome ist einer der wenigen deutschen Regisseure seiner Generation, die regelmäßig Kinofilme drehen, wenn auch sehr am Rande des Filmbetriebs. Die Pariser Filmzeitschrift Cahiers du cinéma, deren regelmäßiger Leser er früher war, bezeichnete ihn 1980 als den wichtigsten unbekannten deutschen Regisseur. Zu seinen Lieblingsdarstellern gehören Hanns Zischler, Johannes Herrschmann, Adriana Altaras, Sabine Bach und Hannelore Elsner.
Thome gilt seit 1980 als ein unaufdringlicher Portraitist von Liebesbeziehungen und Beziehungsproblemen des Bildungsbürgertums, die hauptsächlich an Schauplätzen in und um Berlin spielen. Frauen nehmen in seinen Filmen souveräne und selbstbewusste Rollen ein. „Seine Frauen sind durch ihren Realitätssinn und ihr pragmatisches Handeln den Männern immer überlegen“, so Regisseur Goggo Gensch, der Thome auch deshalb als einen „Regisseur der Frauen“ bezeichnet. Ein häufig wiederkehrendes Sujet sind Science-Fiction-Motive wie Zeitreisende und der Besuch von Außerirdischen wie in Supergirl – Das Mädchen von den Sternen, Die Sonnengöttin, Der Philosoph und Tigerstreifenbaby wartet auf Tarzan. Häufig wurde Thomes Stil mit dem von Éric Rohmer verglichen, doch Thome wehrte ab, da Rohmer seine Schauspieler bereits ein halbes Jahr vor Drehbeginn mit dem Filmstoff vertraut gemacht habe.

### Degeto
Seit 2011 hat Degeto ihre Finanzierung von Thomes Filmen eingestellt. Der Filmkritiker Rüdiger Suchsland stellt diesen Vorgang in einen Zusammenhang mit dem allgemeinen Desinteresse an Autorenfilmen bei staatlichen und privaten Finanziers. Der „Fall Thome“ belege, „das deutsche Kino ist in der Krise“. Das Autorenkino verschwinde und auf „internationalen Filmfestivals wurden in den letzten Jahren immer weniger deutsche Filme gezeigt.“ Der Filmkritiker Hanns-Georg Rodek weist darauf hin, dass Degetos Thome-Boykott keine wirtschaftlichen Gründe haben könne, da Thomes Filme in der Regel ihre Kosten eingespielt hatten. Rodek deutet zugleich an, dass mit der neuen Degeto-Leiterin Christine Strobl, einer Tochter von Finanzminister Wolfgang Schäuble, der Finanzierungsstop kulturpolitisch motiviert gewesen war.
Im Frühjahr 2016 übergab Thome viele Filmrollen, Requisiten, Drehbücher, Kostüme und Plakate als Vorlass dem Deutschen Filmmuseum in Frankfurt am Main.

### Privatleben
Rudolf Thome war dreimal verheiratet, er hat drei Söhne und die Tochter Joya, die ebenfalls als Regisseurin arbeitet. Dazu ergänzte er 2011, dass es „in meinem Leben wohl sieben wichtige Frauen“ gab. Er lebt in Berlin-Kreuzberg und abwechselnd auf einem alten Bauernhof im südbrandenburgischen Niendorf (Ihlow).

## Filmografie (Auswahl)
- 1968: Detektive
- 1970: Rote Sonne
- 1971: Supergirl – Das Mädchen von den Sternen
- 1972: Fremde Stadt
- 1974: Made in Germany und USA
- 1975: Tagebuch
- 1978: Beschreibung einer Insel
- 1980: Berlin Chamissoplatz
- 1983: System ohne Schatten
- 1986: Tarot
- 1987: Das Mikroskop
- 1988: Der Philosoph
- 1989: Sieben Frauen
- 1991: Liebe auf den ersten Blick
- 1992: Die Sonnengöttin
- 1995: Das Geheimnis
- 1998: Tigerstreifenbaby wartet auf Tarzan
- 1998: Just Married
- 2000: Paradiso – Sieben Tage mit sieben Frauen
- 2001: Venus.de – Die bewegte Frau
- 2003: Rot und Blau
- 2004: Frau fährt, Mann schläft
- 2006: Du hast gesagt, dass du mich liebst
- 2006: Rauchzeichen
- 2007: Das Sichtbare und das Unsichtbare
- 2009: Pink
- 2010: Das rote Zimmer
- 2011: Ins Blaue

## Auszeichnungen
- Internationale Filmfestspiele Berlin 1975: FIPRESCI-Preis-Empfehlung des Internationalen Forums des jungen Films für Tagebuch
- Gilde deutscher Filmkunsttheater 1982: Gilde-Filmpreis in Silber in der Kategorie Deutscher Film für Berlin Chamissoplatz
- Montréal World Film Festival 1987: FIPRESCI-Preis für Der Philosoph
- Berlinale 2000: Silberner Bär in der Kategorie „Herausragende Leistung“ für das Darstellerensemble in Paradiso – Sieben Tage mit sieben Frauen.[26]
- Hessischer Filmpreis 2007: Förderpreis für Das Sichtbare und das Unsichtbare
- Preis der deutschen Filmkritik 2018 – Ehrenpreis[27]

## Dokumentarfilme
- Rudolf Thome – Überall Blumen. Dokumentarfilm, Deutschland, 2016, 84 Min., Buch: Serpil Turhan und Eva Hartmann, Regie: Serpil Turhan, Produktion: Luzid Film, Premiere: 16. Februar 2016 im Forum der Berlinale 2016, Kinostart: 15. September 2016, Inhaltsangabe und Video-Ausschnitt von fsk am Oranienplatz, Besprechung: [28].

- Rudolf Thomes letzter Filmversuch. Fernseh-Reportage, Deutschland, 2016, 3:56 Min., Buch und Regie: Steffen Prell, Produktion: rbb, Reihe: rbb|24, Internetpublikation: 20. Februar 2016 bei rbb online, Inhaltsangabe (Seite nicht mehr abrufbar, festgestellt im März 2018. Suche in Webarchiven) und Online-Video von rbb.

- Rudolf Thome: Der magische Realist. (Alternativtitel: Liebe auf den ersten Blick. Das Kino des Rudolf Thome.) Gespräch, Deutschland, 1991, 21 Min., Buch und Regie: Norbert Grob, Produktion: ARD, Erstsendung: 5. Januar 1992 bei ARD, Online-Video von moanafilm, Teil 2.

- Werkgespräch – Rudolf Thome. Gespräch in zehn Kapiteln à 9 – 12 Min., Deutschland, 2011, Buch und Regie: Lukas Foerster und Ekkehard Knörer, Produktion: Cargo, Internetpublikation: 13. Januar 2011, Inhaltsangabe und online-Videos von Cargo.

- … das, was ich vielleicht am besten kann … Das Kino des Rudolf Thome. Dokumentarfilm, BR Deutschland, 1983, 43:30 Min., Buch und Regie: Stefan Dutt und Peter Hornung, Produktion: Saarländischer Rundfunk, Online-Video von moanafilm (Teil 2 bis Teil 5).